# Antoni Podraza
Antoni Podraza (ur. 15 października 1920 w Rzeszowie, zm. 28 stycznia 2008 w Krakowie) – polski historyk, działacz ruchu ludowego i laickiego, profesor Uniwersytetu Jagiellońskiego, dyrektor Instytutu Historii UJ (w latach 1972–1978 oraz 1981–1987).

## Życiorys
Syn Franciszka. Dzieciństwo spędził w Słobódce Koszyłowieckiej, do liceum uczęszczał w Żółkwi. W roku akademickim 1938/1939 rozpoczął studia historyczne na Uniwersytecie Lwowskim im. Jana Kazimierza, kontynuował je podczas okupacji na tajnych kompletach i na Uniwersytecie Lwowskim im. Iwana Franki, a po repatriacji do Krakowa latem 1945 ukończył je na Uniwersytecie Jagiellońskim w 1946, broniąc napisanej na seminarium Stefana Inglota pracy Literatura gospodarcza XVI i XVII wieku traktująca o ubocznych działach produkcji wiejskiej (hodowla koni, myślistwo, rybactwo, pszczelarstwo). W tym samym roku podjął pracę jako asystent w Katedrze Historii Rolnictwa na Wydziale Rolnym UJ u prof. Inglota. W 1951 przeniesiony został do Katedry Historii Polski Feudalnej kierowanej przez prof. Romana Grodeckiego. W latach 1954–1969 pracował w Katedrze Historii Narodów ZSRR. W kwietniu 1959 uzyskał doktorat z nauk humanistycznych pod opieką Kazimierza Lepszego broniąc pracy o regionach gospodarczych Małopolski (odpowiadającej części dotyczącej gospodarki rolnej i wielkiej własności ziemskiej w książce wydanej z Heleną Madurowicz w 1958), we wrześniu 1961 rada wydziału nadała mu stopień doktora habilitowanego na podstawie nieopublikowanej jeszcze rozprawy o Jakubie Haurze, a w styczniu 1962 – stopień docenta. W latach 1969–1991 był kierownikiem Zakładu Historii Polski Nowożytnej UJ. Nominację profesorską uzyskał w 1975. W 1983 wybrany został do Krajowej Rady Towarzystwa Przyjaźni Polsko-Radzieckiej.
W latach 1945–1949 członek PSL mikołajczykowskiego, w latach 1946–1947 członek Zarządu Grodzkiego PSL w Krakowie i członek redakcji ludowego miesięcznika ideowo-wychowawczego „Wieś i Państwo”. Kandydat do Sejmu Ustawodawczego z listy PSL w Okręgu nr 46 (Kraków) w wyborach 19 stycznia 1947. Udział w kampanii wyborczej przypłacił aresztowaniem. Od 1949 członek Zjednoczonego Stronnictwa Ludowego. W latach 1980–1983 członek Naczelnego Komitetu ZSL, a w latach 1989–1990 wiceprezes Rady Naczelnej PSL Odrodzenie. Od 2004 do śmierci w 2008 honorowy prezes Polskiego Stronnictwa Ludowego. W latach 1994–2006 był prezesem Rady Wojewódzkiej Towarzystwa Kultury Świeckiej w Krakowie. Otrzymał również godność honorowego prezesa TKŚ w Krakowie, którą nosił aż do śmierci. Ostatni raz publicznie wystąpił 19 stycznia 2008 na spotkaniu małopolskich ludowców zorganizowanym w Teatrze im. Juliusza Słowackiego. Pogrzeb profesora odbył się 2 lutego 2008, urna z prochami spoczęła w Alei Zasłużonych cmentarza Rakowickiego (kwatera LXIX pas B-2-26), nad mogiłą ustawiono w październiku 2008 nagrobek z popiersiem dłuta Mariana Koniecznego.
Według materiałów zgromadzonych w archiwum Instytutu Pamięci Narodowej Antoni Podraza był w latach 1960–1969 tajnym współpracownikiem Służby Bezpieczeństwa PRL o pseudonimie „Stanisław”.
Był czynnym kibicem klubu piłkarskiego Wisła Kraków, a jego seminaria magisterskie z początku lat 60. XX w. według relacji jednego ze studentów rozpoczynały się od omówienia wyników polskiej I ligi piłkarskiej.

## Wybrane publikacje
- Regiony gospodarcze Małopolski zachodniej w II poł. XVIII w. (1958, wspólnie z H. Madurowicz).
- Jakub Kazimierz Haur, pisarz rolniczy z XVII wieku. Studium z dziejów polskiej literatury rolniczej (1961).
- En Petite Pologne: Essai de régionalisation, „Annales. Histoire, Sciences sociales” 18/2 (1963), s. 318–328 (wspólnie z H. Madurowicz).
- Europa, Galicja, regiony. Pisma historyczne, red. Grzegorz Nieć (2006).

## Ordery i odznaczenia
- Krzyż Wielki Orderu Odrodzenia Polski (9 lutego 2004)[7]
- Krzyż Komandorski z Gwiazdą Orderu Odrodzenia Polski (23 listopada 1998)[1]
- Krzyż Komandorski Orderu Odrodzenia Polski (1985)
- Krzyż Oficerski Orderu Odrodzenia Polski (1976)
- Krzyż Kawalerski Orderu Odrodzenia Polski (1965)
- Złoty Krzyż Zasługi (1956)
- Medal 10-lecia Polski Ludowej (15 stycznia 1955)[8]
- Medal Komisji Edukacji Narodowej (1976)